# Букашки 2
Букашки 2 (фр. Minuscule - Les mandibules du bout du monde) — полнометражный приключенческий комедийный мультфильм, снятый в 2018 году по мотивам мультсериала «Букашки» и являющийся продолжением мультфильма «Букашки. Приключение в Долине муравьёв» 2013 года. Международный совместный проект Франции и Китая. Мировая премьера состоялась 30 января 2019 года, российская — 2 мая 2019.

## Сюжет
Когда в Долине муравьёв выпадает первый снег, необходимо срочно подготовить запасы на зиму. Увы, именно в это время маленькая божья коровка оказывается запертой в коробке, вместе с которой попадает на Карибы, где сталкивается с разными видами жуков. Выход один: снова собрать команду мечты! Божья коровка, муравей и паук снова объединяют усилия на другом конце земного шара. Новый мир, новые встречи и новые опасности… успеет ли спасательный отряд вовремя?

## Роли
- Бруно Саломон — человек, который жуёт жвачку
- Тьерри Фремон — бакалейщик
- Стефани Кулон — Van Driver
- Жан Нанга — мужчина в шляпе
- Сара Коэн-Хадриа — мать
- Жан-Поль Гуйон — отец
- Бо Готье де Кермоаль — Подводное радио
- Франк Бенезек — руководитель строительства
- Люк Морван — владелец ресторана
- Huifang Liu — голос китайской певицы, озвучка

## Съёмочная группа
- Режиссёры — Элен Жиро, Тома Сабо.
- Продюсеры — Филипп Делару и Милен Олливье (исполнительные продюсеры), Лоран Эрман (сопродюсер), Кристоф Феври (ассоциированный продюсер),.
- Сценаристы — Элен Жиро, Тома Сабо.
- Оператор — Доминик Фоссе.
- Композитор — Матьё Ламболи.
- Художники — Элен Жиро (постановщик), Ив Ле Пейе, Джанкарло Дерье (по костюмам), Николя Мас (по декорациям).
- Монтажеры — Валери Шаппелье, Бенжамен Массубр.

## Рейтинги
- Рейтинг фильма CNC (Франция) — без возрастных ограничений[4]
- Рейтинг Kijkwijzer — 6[5]
- Рейтинг Медиасовета — подходит для широкой аудитории[6]

## Отзывы
Мультфильм получил положительные отзывы кинокритиков.